# Douglas Fairbanks
Douglas Fairbanks, Douglas Elton Thomas Ullman (Denver, 23. svibnja 1883. — Santa Monica, Kalifornija, 12. prosinca 1939.), bio je američki glumac, scenarist, redatelj i producent. Fairbanks je prvenstveno poznat po ulogama heroja u brojnim pustolovnim filmovima u eri nijemog filma, među kojima su najpoznatiji Znak Zoroa, Robin Hood i Bagdadski lopov.

## Životopis
Douglas Fairbanks bio je sin znamenitog židovskog odvjetnika. Roditelji su se razveli kada je bio pet godina star i odrastao je s majkom, koja je ponovno uzela prezime svog prvg muža, Fairbanks.
Još od dvanaeste godine nastupao je s različitim kazališnim skupinama. Kratko je studirao na Harvardu i radio kao steward na brodu koji je prevozio stoku u Europu, prije nego što je dobio kancelarijski posao u New Yorku.
Prvi nastup na Broadwayu imao je 1902. u predstavi Her Lord and Master, dok je prvu glavnu ulogu ostvario 1911. u P.G. Wodehouseovoj predstavi A Gentleman of Leisure. 
Vjenčao se s Annom Beth Sully 1907., koja je bila kćerka bogatog proizvođača sapuna. Napušta kazalište i započinje raditi u poduzeću svog punca. Par je dobio sina Douglasa Fairbanksa jr., koji je također postao glumac. Iste godine poduzeće njegovog punca odlazi u stečaj a Fairbanks se vraća glumi. 
Već je bio poznata zvijedza na Broadwayu kada 1915. odlazi u Hollywood. Tamo postaje junak nijemog filma - stereotip američkog muškarca, sa stilom, hrabar i vitalan. 
Zaljubljuje se u glumicu Mary Pickford. Iako su oboje bili u braku uskoro se razvode od svojih bračnih partnera. Fairbanks i Pickford su se vjenčali 28. ožujka 1920. i smatrani su "najromantičnijim svjetskim parom". Njihova poznata vila u Beverly Hillsu nazvana je Pickfair.
Zajedno s Charlesom Chaplinom i D. W. Griffithom, Fairbanks i Pickford osnovali su 1919. United Artists, filmsku kompaniju za proizvodnju i distribuciju filmova. Vrhunac karijere Fairbanks je imao s filmom Crni gusar 1926., a kasnije mu je karijera u silaznoj putanji. Fairbanks i Pickford zajedno su snimili samo jedan film, The Taming of the Shrew 1929. ali film je doživio veliki neuspjeh.
Fairbanks postaje nemiran i polazi na put oko svijeta zajedno sa svojim muškim prijateljima. Pošto je dugo vremena bio odsutan brak s Pickfordovom ulazi u krizu i par se razilazi 1933. a razvod stupa na snagu 10. siječnja 1936.
Kasnije je stupio u brak s Engleskinjom, Lady Sylvia Ashley, i povukao se iz filmske industrije. Preminuo je u snu od posljedica srčanog napada.
Već 1919. objavio je autobiografiju Laugh and live.